# Bernd Loebe

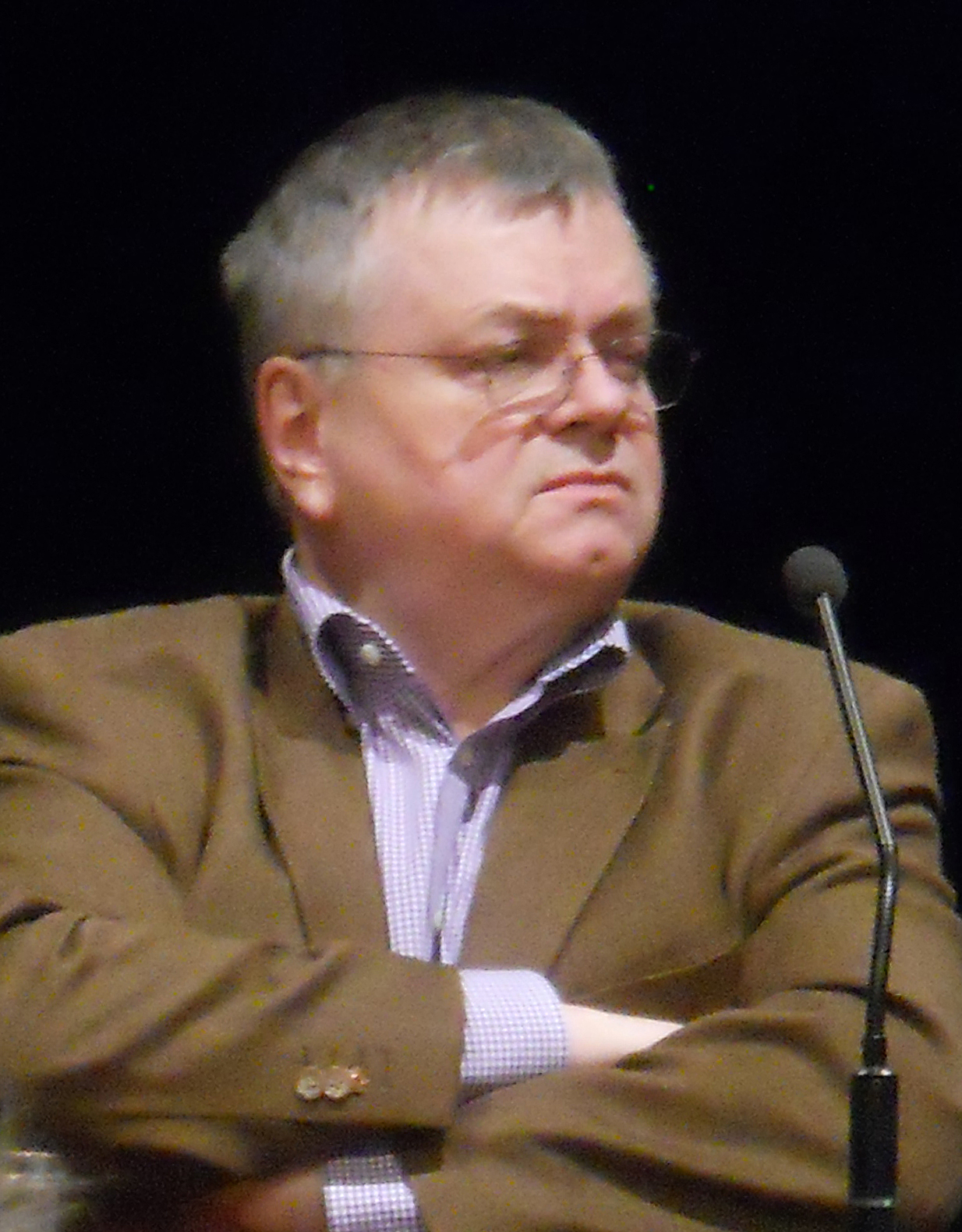
Bernd Loebe, 2014

Bernd Loebe (* 15. Dezember 1952 in Frankfurt am Main) ist ein deutscher Opernintendant.

## Leben
Loebe studierte nach dem Abitur Rechtswissenschaften an der Universität Frankfurt und nebenher aus privatem Interesse Klavier. 1975 bis 1980 arbeitete er in der Musikredaktion der FAZ sowie bei der Neuen Musikzeitung und der Zeitschrift Opernwelt. Nebenher war er als freier Mitarbeiter beim Hessischen Rundfunk tätig. Loebe präsentierte u. a. die hr2-Frühsendung Vor dem Alltag und zeichnete verantwortlich für das biographische Lexikon der Stimmen. In mehreren Staffeln stellte Loebe alphabetisch im Interview und in der Tonaufnahme weltberühmte, lokal bedeutende oder schon vergessene Opernstars vor.
1979 wechselte er in die Redaktion der Musikabteilung des HR, wo er schließlich die Opernredaktion übernahm und für die Berichterstattung von den Bayreuther Festspielen, Salzburger Festspielen und anderen internationalen Musikfestivals verantwortlich war.
Im November 1990 berief die Brüsseler Oper La Monnaie Loebe als künstlerischen Direktor. Ab September 2000 wirkte er als Berater an der Oper Frankfurt, die ihn mit der Spielzeit 2002/2003 zum Intendanten berief. Der ursprünglich bis 2013 laufende Vertrag wurde vom Frankfurter Magistrat verlängert und läuft aktuell bis 2028.
Loebe übernahm die Frankfurter Oper in einer Zeit rückläufiger Budgets und Aufführungszahlen. Seitdem bemühte er sich insbesondere um den Aufbau eines leistungsstarken Ensembles und eines umfangreichen Repertoires. Jährlich kamen mindestens acht bis neun Neuproduktionen auf die Bühne, z. T. in Koproduktion mit anderen Häusern oder als Übernahmen bestehender Produktionen. In der Spielzeit 2006/2007 fanden rund 300 Veranstaltungen der Oper Frankfurt statt, darunter 182 Vorstellungen im großen Haus; 2013/2014 waren es 190 Vorstellungen im großen Haus. Bereits in seiner ersten Spielzeit erhielt die Oper Frankfurt zum zweiten Mal nach 1995 den Titel Opernhaus des Jahres durch die Kritiker der Opernwelt. 2015 zeichnete die Opernwelt Frankfurt zum zweiten Mal in Loebes Amtszeit als Opernhaus des Jahres aus. Für die Spielzeit 2014/2015 erhielt die Oper Frankfurt wiederum die Auszeichnung der Zeitschrift Deutsche Bühne für das beste Theater-Gesamtprogramm.  
Seit 2005 gehört Loebe der Jury der Neuen Stimmen an. Im März 2009 übernahm er das Amt des Vizepräsidenten der Deutschen Akademie der Darstellenden Künste. Im Juni 2010 wurde er zum Vorsitzenden der Deutschen Opernkonferenz gewählt. Als solcher wandte er sich, unterstützt von seinen Kollegen, in offenen Briefen gegen bedenkliche Tendenzen der internationalen Kulturpolitik, so etwa die Zensurierung eines Nurejew-Balletts 2017 am Moskauer Bolschoi-Theater oder die Absetzung des Intendanten der Oper Oslo, Per Boye Hansen, eine „völlig kulturferne Entscheidung“.
Im Oktober 2018 wurde Loebe als Nachfolger von Gustav Kuhn als Intendant der Tiroler Festspiele Erl präsentiert, die er bis zum Sommer 2024 leiten soll. Im September 2024 soll ihm Jonas Kaufmann als Intendant nachfolgen.

## Auszeichnungen
- International Opera Award 2018 in der Kategorie Leadership in Opera[6]
- Goetheplakette der Stadt Frankfurt am Main 2024
- Hessischer Kulturpreis 2023[7]